# 辰野登恵子
辰野 登恵子（たつの とえこ、1950年1月13日 - 2014年9月29日）は、日本の抽象絵画画家・版画家。東京藝術大学美術学部絵画科油画専攻卒業。多摩美術大学教授。長野県岡谷市出身。

## 来歴
長野県岡谷市に生まれる。1968年、長野県諏訪二葉高等学校を卒業。同年、東京芸術大学美術学部に入学。大学時代に柴田敏雄（写真家）や鎌谷伸一（版画家）とともにグループ「コスモス・ファクトリー」を結成。名前は、彼らが好きだったクリーデンス・クリアウォーター・リバイバルのアルバム『Cosmo's Factory』（1970年）からとられた。アンディ・ウォーホルやロバート・ラウシェンバーグの影響を受けた写真製版によるシルクスクリーンをいち早く試みる。1970年、村松画廊で初めての展覧会を開催。1972年、同大学美術学部絵画科油画専攻を卒業。1974年、同大学大学院修士課程を修了。
1974年から1975年まで、同大学美術学部版画科の助手を務めた。
1996年、第46回芸術選奨文部大臣新人賞を受賞。
2003年、多摩美術大学客員教授となる。2004年、同大学教授となる。
2013年1月1日、第54回毎日芸術賞を受賞。
2014年9月29日、転移性肝癌のため死去。享年64。

## 主な展覧会
- 1972年 - 第7回ジャパン・アート・フェスティバル （於・東京セントラル美術館）
- 1973年 - 個展 （於・村松画廊）
- 1979年 - 第11回東京国際版画ビエンナーレ展 （於・東京国立近代美術館）
- 1981年 - 日本現代美術展〈70年代美術の動向〉 （於・韓国文化芸術振興院、ソウル）
- 1987年 - 個展 （於・ファビアン・カールソン・ギャラリー、ロンドン）
- 1987年 - 個展 （於・アート・ナウ・ギャラリー、スウェーデン）
- 1989年 - ユーロパリア1989ジャパン （ゲント現代美術館、ベルギー）
- 1992年 - 70年代日本の前衛 （於・ボローニャ市立美術館、世田谷美術館）
- 1995年 - 「辰野登恵子 1986-1995」展 （於・東京国立近代美術館）
- 2007年 - インチョン国際女性美術家ビエンナーレ （於・仁川文化アートセンター、韓国）
- 2012年 - 与えられた形象―辰野登恵子／柴田敏雄 （於・国立新美術館）
- 2013年 - プレイバック・アーティスト・トーク展 （於・東京国立近代美術館）
- 2014年 - オオハラ・コンテンポラリー・アット・ムサビ （於・武蔵野美術大学美術館）[10]
- 2015年 - 辰野登恵子 版画1972-1995 （於・ギャラリー・アートアンリミテッド）[11]
- 2019年 - 特別企画展　辰野登恵子展―色彩と深化のプロローグ(於・市立岡谷美術考古館)
- 2022年 - 辰野登恵子　身体的知覚による版表現(於・BBプラザ美術館)

### パブリックコレクション
- 東京国立近代美術館
- 東京都現代美術館
- 東京オペラシティアートギャラリー
- 原美術館
- 練馬区立美術館
- 千葉市美術館
- いわき市立美術館
- 栃木県立美術館
- 宇都宮美術館
- 横浜美術館
- 新潟市美術館
- 富山県立近代美術館
- 黒部市美術館
- セゾン現代美術館
- 市立岡谷美術考古館
- 愛知県美術館
- 名古屋市美術館
- 和歌山県立近代美術館
- 国立国際美術館
- 高松市美術館
- 高知県立美術館
- 福岡市美術館
- 北九州市立美術館
- BBプラザ美術館
- 福岡シティ銀行
- フレデリック・R.ワイズマン美術館（英語版）
- ソウル市立美術館（英語版）
- 大林美術館（朝鮮語版）